# Partita
Partita (còn được gọi là partie, partia, parthia, hay parthie) ban đầu là tên của một hình thức sáng tác âm nhạc dành riêng cho nhạc cụ đơn tấu (thế kỷ 16 và 17), nhưng Johann Kuhnau (Thomaskantor cho đến năm 1722), học trò của ông là Christoph Graupner và Johann Sebastian Bach đã coi Parita cho bộ sưu tập các bản nhạc của mình như một từ đồng nghĩa với tổ khúc.
Johann Sebastian Bach đã viết hai bộ partita cho các nhạc cụ khác nhau. Những bản dành cho nhạc cụ phím độc tấu mà nhà soạn nhạc đã xuất bản thường được gọi với tên là Opus 1 (hay Klavierübung I). Một bộ tổ khúc Si thứ, Overture phong cách Pháp (thường được gọi đơn giản là Overture người Pháp) đôi khi cũng được coi là một partita. Xem Partita cho nhạc cụ bàn phím (825–830) và partita hợp xướng cho organ. Bản "Partita" cung La thứ cho sáo flute độc tấu (BWV 1013) có hình thức một bộ bốn điệu múa, đã được các nhà biên soạn nhạc hiện đại đặt cho danh hiệu "partita"; nó đôi khi được chuyển soạn cho oboe.
Bach cũng viết ba bản partita cho violin độc tấu vào năm 1720 mà ông ghép với các bản sonata. (Ông đặt tên cho mỗi bản là Partia Đức, nhưng chúng được gọi là partita Ý, được giới thiệu trong ấn bản Bach Gesellschaft năm 1879, là thuật ngữ phổ biến hơn vào thời điểm đó.) Xem: Sonata và partita cho vĩ cầm độc tấu.
Người sáng tác nhiều bản partita nhất cho harpsichord là Christoph Graupner, người có khoảng 57 tác phẩm. Tác phẩm đầu tiên của ông được xuất bản năm 1718 và dành tặng cho người bảo trợ nghệ thuật Ernest Louis, Lãnh chúa xứ Hesse-Darmstadt. Bản partita cuối cùng của ông tồn tại trong các bản viết tay năm 1750. Chúng là những bản nhạc khó và điêu luyện, thể hiện nhiều phong cách âm nhạc đáng kinh ngạc. Xem: Danh sách parita dành cho harpsichord sáng tác bởi Christoph Graupner.

## Ví dụ
Danh sách theo tên nhà soạn nhạc
- Johann Paul von Westhoff: Partita cho vĩ cầm độc tấu
- Johann Sebastian Bach;
  - Partita cho Violin Số. 2 (1720)
  - Partita cho Violin Số. 3
  - Partita cung La thứ cho sáo flute độc tấu
- Christoph Graupner
  - Monatliche Clavier Früchte, GWV 109–120. 12 Partita cho Harpsichord (1722)
  - 45 Partita cho Harpsichord (1718-1750)
- Luigi Dallapiccola: Partita cho dàn nhạc (1932)
- William Walton: Partita cho dàn nhạc (1957)
- Krzysztof Penderecki: Partita cho Harpsichord và dàn nhạc (1972)
- Philip Glass:
  - Partita cho Contrebasse (2015)
  - Partita Số 1 Cello độc tấu, "Những bài hát và văn thơ"
  - Partita Số 2 Cello độc tấu
- Stephen Hough: Partita cho piano (2019)

## Tệp âm thanh
Johann Kuhnau: một bản hợp xướng từ 'Biblische Historien'. Ở đây nó được gọi là 'Sonata 4' (một tiêu đề được định sẵn được thêm vào). Giai điệu hoặc cantus firmus là bản hợp xướng nổi tiếng O Haupt voll Blut und Wunden.
Der todtkrancke und wieder gesunde Hiskias, 6,56MBⓘ